# Щелепно-лицева хірургія

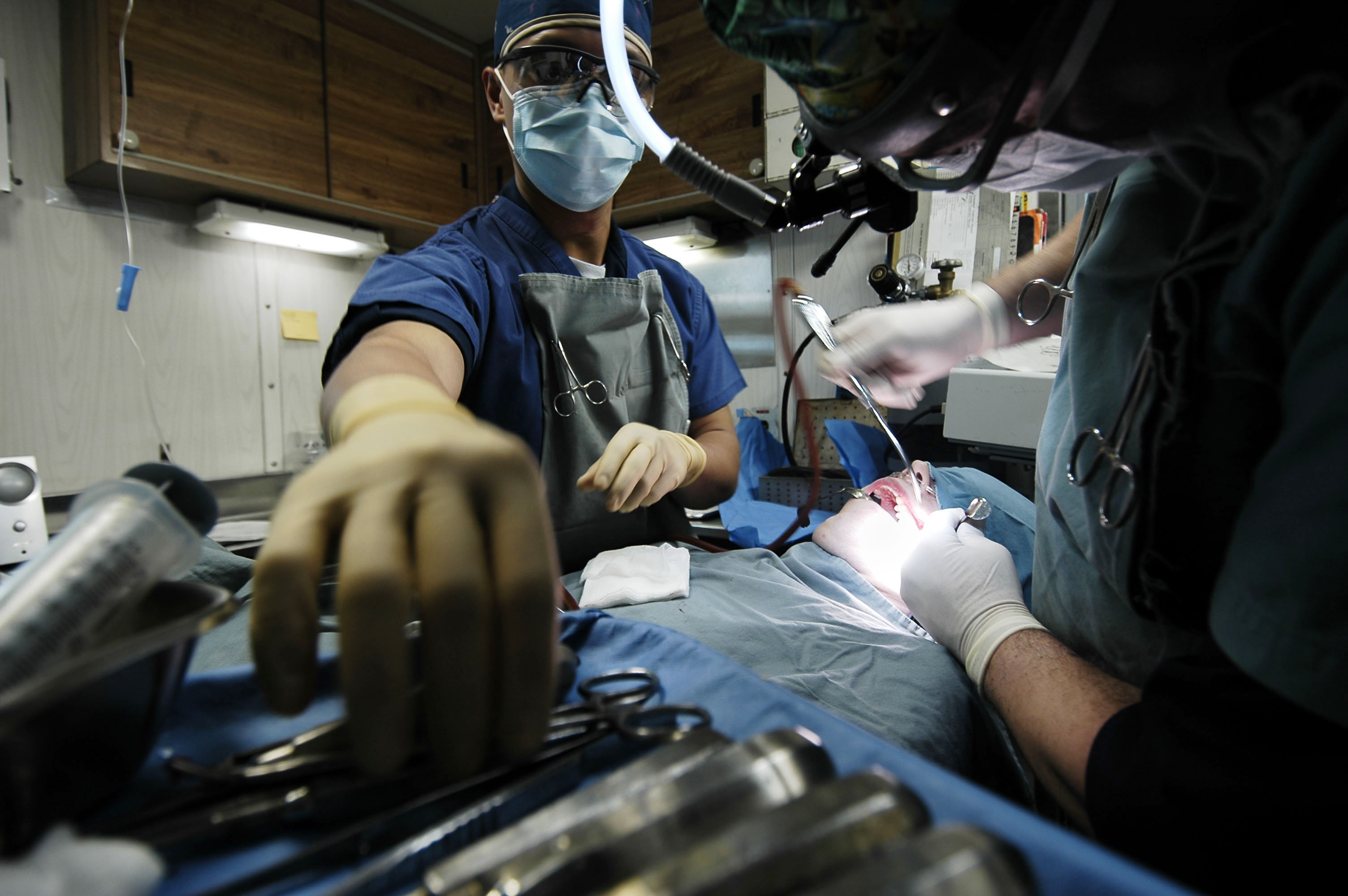
Щелепно-лицеві хірурги виконують операцію на борту USS Kitty Hawk (CV 63).

Щелепно-лицьова хірургія — спеціалізується на лікування запальних процесів, травматичних пошкоджень та косметологічних вад обличчя.
Є розділом хірургії.
Підрозділом ЩЛХ є Хірургічна стоматологія де практикується втручання на тканинах в ротовій порожнині.
Обличчя людини — це її візитна картка у суспільстві. Лице необхідне для розмови та харчування. Майже кожен з нас мав хоч якусь травму обличчя в житті або знає того, хто мав таку. Зазвичай травма виникає унаслідок нещасних випадків у побуті чи виробництві, під час занять спортом, дорожньо-транспортної пригоди та побутових конфліктів.
Однією з найпоширеніших серйозних травм обличчя є перелом кісток лицевого скелета. Перелом може бути нижньої щелепи, верхної щелепи, піднебіння, вилицевої кістки, вилицевої дуги, орбіти окремо чи в комбінації цих кісток. Травми кісток обличчя можуть порушити здатність розмовляти, ковтати, пережовувати, погіршують зір та можливість дихати.

## Короткий опис
Щелепно-лицьова хірургія є міжнародно визнаною хірургічної спеціальністю. У деяких країнах, включаючи США, є розділом стоматології; в інших, включаючи Велику Британію, є розділом медицини.

### Хірургічні процедури
- Корекція вроджених деформацій;
- Корекція порушень прикусу;
- Лікування запальних захворювань м'яких тканин обличчя і шиї;
- Лікування запальних захворювань щелеп;
- Лікування флегмон обличчя і шиї;
- Операції з усунення наслідків травм;
- Естетична хірургія обличчя і шиї.

## Відомі щелепно-лицьові хірурги
- Бернард Девошель — французький щелепно-лицьовий хірург Амьенского Університетського госпіталю, який в листопаді 2005 року успішно здійснив першутрансплантацію обличчя для Ізабель Дінор.
- Люк Чіканна [en] — французький щелепно-лицьовий хірург, який реконструював обличчя  Тревора Ріса-Джонса [en] , який отримав пошкодження при ударі під час автокатастрофи, де загинула принцеса Діана.